# Hypocephalus armatus
Hypocephalus armatus (лат.) — крупный жук из семейства Vesperidae, единственный представитель рода Hypocephalus.

## Описание
Длина тела 45—58 мм. Половой диморфизм: у самцов сильные ноги более развиты, чем у самок. Внешнем видом схож с медведкой. Крылья отсутствуют у обоих полов, переднегрудь удлинённая, яйцевидной формы и блестящая. Окраска черная и темно-коричневая. Задние ноги развиты намного больше других и адаптированы для рытья. Жуки живут в подземных ходах. Имаго встречаются с ноября по март, как правило, после дождей, когда они зарываются в почву. Вид является эндемиком Бразилии: встречается на севере Минас-Жерайс и южном Баия.